# Градашница (община Пирот)
Градашница (на сръбски: Градашница) е село в град Пирот (преди община Пирот), област Пирот. Според преброяването от 2011 г. има 362 жители.

## История
До 1878 година селото е в състава на Пиротска каза.
В Градашница през 1886 г. е построена православната църква, посветена на Св. Параскева. Първоначално училището е работило в църквата, докато през 1887 г. не е открита отделна училищна сграда. През същата година училището е закрито поради откриване на основно училище в с. Добри Дол. Децата са учили в Пирот и селата Извор, Добри Дол и Велики Суводол. След Първата световна война работата започва през 1919 г. и през 1926 г. е построена нова училищна сграда.